# Колораду-ду-Уэсти

Колораду-ду-Уэсти на карте штата.

Колораду-ду-Уэсти (порт. Colorado do Oeste)  —  муниципалитет в Бразилии, входит в штат Рондония. Составная часть мезорегиона Восток штата Рондония. Входит в экономико-статистический  микрорегион Колораду-ду-Уэсти. Население составляет 18 591 человек на 2010 год. Занимает площадь 1 451,06 км². Плотность населения — 12,81 чел./км².

## История
Город основан 11 октября 1977 года. 

## Демография
Согласно сведениям, собранным в ходе переписи 2010 г. Национальным институтом географии и статистики (IBGE), население муниципалитета составляет:
| Полное население                               | Полное население                               | Полное население                               | Полное население                               | 24 595 |
| ---------------------------------------------- | ---------------------------------------------- | ---------------------------------------------- | ---------------------------------------------- | ------ |
| в том числе:                                   | Городское население                            | 15 803                                         | Процент городского населения, %                | 73,46  |
|                                                | Сельское население                             | 4 934                                          | Процент сельского населения, %                 | 26,54  |
|                                                | Мужское население                              | 10 330                                         | Процент мужского населения, %                  | 49,21  |
|                                                | Женское население                              | 10 789                                         | Процент женского населения, %                  | 50,19  |
| Плотность населения, чел/км²                   | Плотность населения, чел/км²                   | Плотность населения, чел/км²                   | Плотность населения, чел/км²                   | 12,81  |
| Население муниципалитета в % к населению штата | Население муниципалитета в % к населению штата | Население муниципалитета в % к населению штата | Население муниципалитета в % к населению штата | 1,19   |

По данным оценки 2015 года население муниципалитета составляет 24 819 жителей.

## Статистика
- Индекс развития человеческого потенциала на 2000 составляет 0,739 (данные: Программа развития ООН).

## География
Климат местности: экваториальный.

## Важнейшие населенные пункты
| № | Населённый пункт  | Населённый пункт (порт.) | Категория | Население чел. (2010) | На карте                        |
| - | ----------------- | ------------------------ | --------- | --------------------- | ------------------------------- |
| 1 | Колораду-ду-Уэсти | Colorado do Oeste        | город     | 13657                 | 13°07′13″ ю. ш. 60°32′34″ з. д. |